# Vasaloppet 1997
Vasaloppet 1997 avgjordes  2 mars, 1997 och var den 73:e upplagan av Vasaloppet. Loppet vanns av österrikaren Michail Botvinov. Han gick loss i första backen ock åkte sedan ensam hela vägen till Mora och lyckades hålla undan.

## Resultat
Not: Pl = Placering, Nr = Startnummer, Tid = Sluttid
| Pl. | Nr | Namn                | Klubb/Land     | Tid     | Diff    |
| --- | -- | ------------------- | -------------- | ------- | ------- |
| 1   |    | Mikhail Botvinov    | Österrike      | 4.11.41 | + 00.00 |
| 2   |    | Christer Majbäck    | Jukkasjärvi IF | 4:14:51 | 3:10    |
| 3   |    | Thobias Fredriksson |                |         |         |
| 4   |    | Vegard Ulvang       | Norge          |         |         |